# Mornarički muzej u Puli
Mornarički muzej (njem. Marine Museum), muzej austrougarskoga Pomorskog arsenala u Puli u kojem su se do 1918. skupljali različiti predmeti, vodile zbirke trofeja, oružja, modela i dr., te dokumenti pomorske povijesti.

## Povijest
Muzej je osnovan 1870./1871. godine i smješten u zgradi Zapovjedništva Arsenala (poslije porušena u bombardiranju u Drugom svjetskom ratu). To je bio specijalizirani muzej koji je bilo moguće posjetiti isključivo uz odobrenje Zapovjedništva Arsenala, u čijem krugu je bio smješten, što je vjerojatni razlog relativno manjkavih podataka o njegovu utemeljenju, ustrojstvu, djelovanju i sudbini fundusa, pa i lokaciji. Vodič po Puli i okolici iz 1882. i putopis Armanda von Schwegera-Lerchenfeldsa iz 1883. svjedoče o tome da se muzej sastojao u početku od triju izložbenih prostorija, dok Vodič po Puli i okolici iz 1889. godine već spominje postojanje pet prostorija.
U prvoj prostoriji bili su smješteni modeli brodova za obalnu plovidbu, mala zbirka kovanoga novca pronađenoga uglavnom u Puli, model viškoga spomenika poginulima u Viškome boju, nekoliko modela ratnih brodova iz 18. stoljeća, nekoliko slika svetaca iz kapelica ratnih brodova i dr. U drugoj dvorani bili su smješteni polumodeli ratnih brodova, model broda Cesare s trima palubama, mnogo modela malih brodova, povelja austrijskom admiralu Wilhelmu von Tegetthoffu za hrabrost (dar časnika sudionika u bitki kraj Visa), albumi i portreti, zastava što ju je Don Juan Austrijski navodno nosio na svom brodu u boju kraj Lepanta 1571. godine. Treća dvorana također je sadržavala modele brodova, nekoliko ostataka ratnih brodova, više trofeja, zarobljene zastave iz Maroka, Tunisa, Egipta, Danske, Italije i dr.
Među vrijednim muzejskim eksponatima nalazile su se povijesne zastave poput već spomenute plavo-bijele svilene zastave galije Reala, kraljevskoga zastavnog broda u Lepantskome boju 1571. godine, egipatske zastave osvojene nakon zauzimanja Port Saida (1840.), te talijanske trikolore koju je u Viškome boju 20. srpnja 1866. godine Hvaranin Niko Karković sa SMS Erzherzoga Ferdinanda Maxa otrgnuo nakon što je austrijski admiralski brod udario kljunom u talijansku oklopnjaču Palestro, a Tegetthoff uskliknuo Wer will die Flagge haben? (hrv. Tko će uzeti zastavu?).
Muzejski postav popunjavan je i za vrijeme rata. Tamo su dospjeli predmeti i zastava s francuske podmornice Curie koja je zarobljena u neuspjelom pokušaju ulaska u pulski zaljev u kolovozu 1914., te zastava s talijanske podmornice Giacinto Pullino koja se ljeti 1916. nasukala na pličini Galijoli u Kvarneru, a na kojoj se nalazio Nazario Sauro, pogubljen iste godine u Puli.
Nakon svršetka Prvoga svjetskog rata i talijanskoga zaposjedanja Pule 5. studenoga 1918. godine Mornarički muzej je doživio devastaciju fundusa, pa je i faktički prestao postojati. U novije doba u Povijesnom i pomorskom muzeju Istre postavljena je manja izložba o brodogradnji u Puli.

### Sudbina fundusa
Čak i prije početka rata prvi eksponati odneseni su u ljeto 1913. iz Mornaričkoga muzeja na veliku Jadransku izložbu u Beč. Iako je izložba zatvorena 5. listopada 1913. godine muzejski su eksponati ostali u Beču, a skori početak rata 1914. onemogućio njihov povratak u Pulu pa se oni danas mogu vidjeti u Heeresgeschichtliches Museumu. Mračno doba Mornaričkoga muzeja započinje ulaskom talijanske vojske u Pulu 5. studenoga 1918. kada dolazi do prvog otuđivanja muzejske zbirke. Tada je Puljanin Mario Parovel uzeo iz muzeja talijansku zastavu koju je vio Giacinto Pullino i u delegaciji Talijana u znak dobrodošlice uručio je admiralu Umbertu Cagniju. Ubrzo je slijedilo pravo pustošenje pri čemu je Mornarički muzej doslovno nestao, a o ovim detaljima svjedočili su suvremenici u naknadnim izvješćima. Izlošci su iz Pule odneseni u Veneciju, Genovu, Taranto, La Speziju, Livorno, Rim, Piran, Beč, Prag i Split. Nakon ovih zbivanja spomen o Mornaričkome muzeju počinje blijedjeti.

## Pokušaji obnove
Godine 1965. brodogradilište Uljanik iniciralo je uspostavu brodograđevno-pomorskoga postava pri čemu uspomena na Mornarički muzej postaje aktualna nakon duga niza godina. Slična inicijativa bila je pokrenuta i 1976. godine. Od tih godina do danas pokušalo se rekonstruirati veličinu i sastav fundusa Mornaričkoga muzeja. Rezultat toga bio je elaborat o prijedlogu zahtjeva za povratak fundusa Pomorskoga muzeja u Puli iz Italije i Austrije s 270 fotografija odnesenih eksponata ministarstvima vanjskih poslova i kulture RH 1995. godine. Povijesni muzej Istre koji je prikupivši pouzdanu dokumentaciju o fundusu Mornaričkoga muzeja razasutom širom srednje Europe izradio navedeni elaborat do sada je bio usamljen i bez osobite podrške u traganju za nekadašnjom vrijednom i atraktivnom zbirkom. U međuvremenu je muzej promijenio ime u Povijesni i pomorski muzej Istre, a postojeću skromnu zbirku pomorstva i brodogradnje uklopio u novoosnovani Odjel povijesti pomorstva i brodogradnje. U ovoj manjoj izložbi o brodogradnji u Puli nema nijednoga eksponata nekadašnjega Mornaričkoga muzeja u Puli. Pretraživanjem mnogih izvora ipak je utvrđeno da su lokacije eksponata Mornaričkoga muzeja u Puli Civico Museo Navale Didactico u Milanu, Museo storico navale u Veneciji, Museo della Marina u La Speziji i Heeresgeschichtliches Museum u Beču.

## Pomorske i mornaričke zbirke
Osim već spomenutog Odjela povijesti pomorstva i brodogradnje Povijesnog i pomorskog muzeja Istre postoji novigradski Gallerion koji prikazuje jadranske nautičke kolekcije, a u njemu je svakako najznačajnija stalna izložba Naša austrougarska mornarica, koja treba predstavljati jezgru budućeg muzeja posvećenog proučavanju domaće i međunarodne pomorske povijesti i tradicije. Ovaj muzej koji je posjetio i Oton Habsburški, sin posljednjeg austrijskog cara Karla, premda se tematski podudara sa zbirkom Mornaričkoga muzeja u Puli ne posjeduje eksponate ovoga muzeja. Zanimljivost je da Gallerion djeluje na domeni koja sadrži izvorno ime Mornaričkoga muzeja u Puli - Marine Museum.

## Više informacija
- Povijesni i pomorski muzej Istre
- Austrougarska ratna mornarica

## Vanjske poveznice
- Gallerion, jadranske nautičke kolekcije  Arhivirana inačica izvorne stranice od 16. rujna 2011. (Wayback Machine)
- Mornarički muzej u Puli Hrvatska tehnička enciklopedija, portal hrvatske tehničke baštine. LZMK